# Callacanthis burtoni
El pinzón de anteojos (Callacanthis burtoni) es una especie de ave paseriforme de la familia Fringillidae propia del Himalaya. Es el único miembro del género Callacanthis.

## Distribución y hábitat
Se distribuye por los bosques templados de montañas y matorrales de altura de Afganistán, el norte de la India, Nepal y Pakistán.